# Сборная Ирландии по футболу (1882—1950)
Сборная Ирландии по футболу (ирл. Foireann sacair náisiúnta na hÉireann, англ. Ireland national football team) — представляла Ирландию в футбольных матчах на Домашнем чемпионате Британии и в товарищеских встречах. Управляющим органом сборной была Ирландская футбольная ассоциация (IFA). Сборная выиграла Домашний чемпионат Британии в 1914 году, а в 1903 году разделила победу в турнире со сборными Англии и Шотландии.
После разделения Ирландии в 1920-е годы Ирландская футбольная ассоциация контролировала лишь футбольные клубы из Северной Ирландии, однако могла вызывать в сборную игроков из всех частей Ирландии. Это продолжалось до 1950 года, после чего возникла сборная Северной Ирландии, полностью независимая от сборной Ирландии. Современная сборная Северной Ирландии считается правопреемницей оригинальной сборной Ирландии, контролируемой Ирландской футбольной ассоциацией.

## История

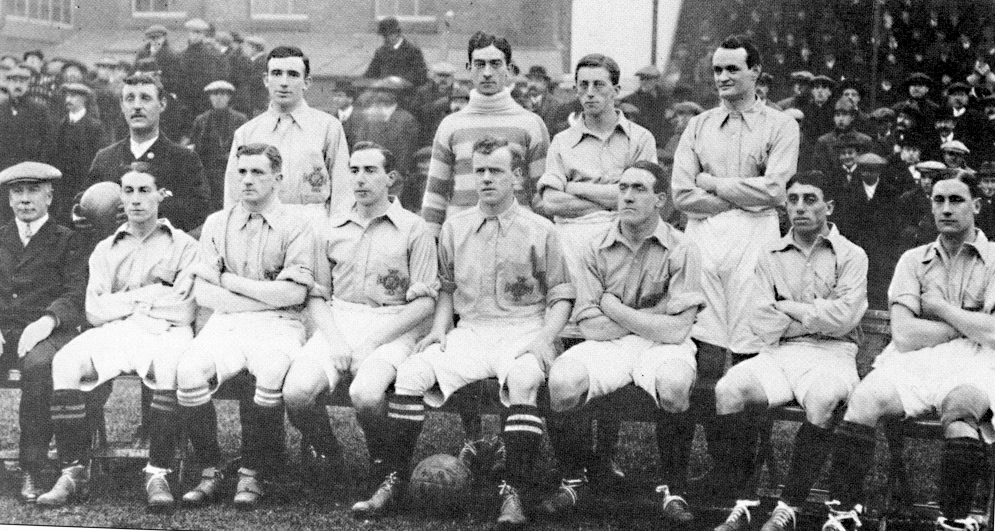
Сборная Ирландии на Домашнем чемпионате Британии 1914 года

18 февраля 1882 года, спустя два года после основания Ирландской футбольной ассоциации, Ирландия провела свой первый матч против сборной Англии в Белфасте (этот матч был лишь четвёртым в истории встреч между национальными сборными), проиграв в нём со счётом 0:13. Этот результат является рекордной победой за всю историю сборной Англии и рекордным поражением сборной Ирландии. В составе ирландцев в тот день сыграл Сэмюэл Джонстон, которому было 15 лет и 154 дня. Он был и является до сих пор самым молодым футболистом, сыгравшим за основной состав национальной сборной. 25 февраля 1882 года Ирландия провела свой второй матч, на этот раз встретившись со сборной Уэльса в Рексеме, и проиграла со счётом 1:7. Единственный гол за ирландцев забил тот же Джонстон, став самым юным автором гола в истории матчей между сборными.
В 1884 году Ирландия сыграла на первом Домашнем чемпионате Британии и проиграла на нём все три своих матча. Свою первую победу Ирландия одержала лишь 13 марта 1887 года, победив сборную Уэльса в Белфасте со счётом 4:1. До этого сборная проиграла 14 матчей и 1 матч свела вничью, что является рекордной серией без побед в XIX веке. Несмотря на то, что ирландцам удалось прервать эту серию, сборная продолжала терпеть поражения, включая поражение от Уэльса 3 марта 1888 года со счётом 0:11, и поражение от Шотландии 23 февраля 1901 года с тем же счётом.
Несмотря на в целом неудачные результаты, Ирландия иногда одерживала победы: так, 7 февраля 1891 года ирландцы победили Уэльс со счётом 7:2. 3 марта 1894 года Ирландия сыграла вничью с Англией со счётом 2:2, прервав 13-матчевую серию поражений от англичан.
В 1914 году Ирландия выиграла Домашний чемпионат Британии, что является её высшим достижением.

## Достижения
До 1950 года
- Домашний чемпионат Великобритании
  - Победитель: 1914
  - Разделённая победа: 1903
  - Второе место (5): 1904, 1925/26, 1927/28, 1937/38, 1946/47